# Banco Master
Banco Master é uma instituição financeira brasileiro, com sede na cidade de São Paulo, que também atua como corretora de investimentos. O banco foi fundado em 1970, com o nome de Banco Máxima, mas em 2018, houve reformulação e teve seu nome e sua direção alterados.
Em outubro de 2022, o Banco Master recebeu os IDRs (Issuer Default Ratings, ou Ratings de Inadimplência do Emissor em português) de Longo Prazo em Moedas Estrangeira e Local ‘B’ e o Rating de Viabilidade (RV) ‘b’ da agência de classificação de risco de crédito Fitch Ratings.
Em outubro de 2024, após a publicação do balanço do primeiro semestre do ano, a Fitch Ratings elevou o rating em escala nacional da instituição, de BBB (bra) para A-(bra), e manteve a classificação B+, em escala global, com perspectiva "estável".
Ao final do primeiro semestre de 2024, o Banco Master tinha patrimônio líquido de R$ 4,2 bilhões, depois de alcançar lucro superior a R$ 500 milhões nos seis primeiros meses do ano.

## História

### Banco Máxima
Em 1974, foi fundada a Máxima Corretora de Títulos e Valores Mobiliários, que a partir de 1990 obteve aprovação do Banco Central do Brasil para atuar como instituição financeira, dando origem ao Banco Máxima. Cerca de dez anos depois, a empresa iniciou as operações de créditos, expandindo seu portfólio principalmente com produtos de crédito imobiliário. Em 2016, no entanto, o Banco Máxima esteve perto de decretar falência após ser afetado por uma crise de inadimplência em sua carteira de crédito imobiliário.

### Banco Master
Entre os anos de 2018 e 2021, o banco passou por uma completa mudança societária e operacional, com capitalização de 400 milhões de reais, e passou a se chamar Banco Master. Daniel Bueno Vorcaro, atual presidente do banco, e os novos outros sócios realizaram uma série de aportes para tirar a empresa da situação financeira delicada em que se encontrava e assumiram o controle do banco, quando passaram a estabelecer uma nova estratégia para a empresa. O primeiro passo foi a diversificação da carteira, com menos contratos de financiamento de imóveis e a adição de outras fontes de receita, como o crédito consignado, crédito pessoal, serviços financeiros, seguros e banco de investimentos.

#### Will Bank
Em 22 de fevereiro de 2024, o Banco Master anunciou a compra da participação majoritária do Will Bank, um banco digital com mais de 6 milhões de clientes, principalmente no Nordeste do Brasil. O acordo, cujo valor não foi revelado, permitiu ao Banco Master expandir a sua carteira de clientes para mais de 10,5 milhões de pessoas físicas em todo o país.
O público-alvo do Will Bank são consumidores das classes C e D desbancarizados (que não possuem conta em instituições financeiras). A instituição teve receita de R$ 2,8 bilhões, em 2023. Em 2021, recebeu um aporte de R$ 250 milhões do fundo de private equity da XP e da Atmos. Com a transação, a Atmos e os fundadores deixam o negócio. Chu Kong, um dos idealizadores do Will Bank e sócio da XP, seguirá como conselheiro do banco.
Em outubro de 2024, o Will Bank anunciou a escolha do jogador Vinicius Jr., do Real Madrid e da seleção brasileira, como seu novo embaixador.

#### Oncoclínicas
Em 22 de maio de 2024, o Banco Master estruturou uma operação financeira por meio dos fundos de investimento Quíron e Tessália para subscrever R$ 1 bilhão de novas ações da Oncoclínicas, rede especializada em tratamento de câncer. Com isso, os fundos ancorados pelo Banco Master passaram a deter 12% da Oncoclínicas, cujo aumento de capital foi complementado com outros R$ 500 milhões pelo CEO e fundador da companhia de saúde, Bruno Lemos Ferrari, elevando, dessa forma, a capitalização da empresa para R$ 1,5 bilhão.
O aporte de Ferrari na Oncoclínicas também foi estruturado pelo Banco Master. Com a operação, sua participação acionária subiu de 5% para 11%. O Banco Goldman Sachs detém 36% da companhia. O restante das ações está pulverizado no mercado. A Oncoclínicas informou que os novos recursos a ajudarão a reforçar sua estrutura de capital e a manter sua estratégia de crescimento no Brasil.